# Żona wstępna
Żona wstępna (ang. The Starter Wife, 2008) – amerykański serial komediowy nadawany przez stację USA Network od 10 października do 12 grudnia 2008 roku. W Polsce premiera serialu odbyła się 25 kwietnia 2009 roku na antenie Canal+.

## Fabuła
Molly Kagan (Debra Messing) – rozstaje się z mężem, szefem hollywoodzkiego studia filmowego, który zostawia ją dla młodej gwiazdki pop. Luksusowe życie, które Molly Kagan prowadziła dzięki pozycji męża kończy się. Pozbawiona przyjęć, przedpołudni spędzanych w salonach piękności i ciągnących się do kolacji lunchów, kobieta musi zmierzyć się z rzeczywistością. Znajduje nowy dom, pracę i środki na utrzymanie. Samotnie wychowuje siedmioletnią córkę Jaden, odnajduje prawdziwych przyjaciół i radzi sobie z nowymi mężczyznami w życiu.

## Obsada

### Główni
- Debra Messing jako Molly Kagan
- Judy Davis jako Joan McAllister
- Chris Diamantopoulos jako Rodney Evans
- David Alan Basche jako Kenny Kagan
- Danielle Nicolet jako Liz Marsh
- Brielle Barbusca jako Jaden Kagan
- Hart Bochner jako Zach McNeal

### Pozostali
- Joe Mantegna jako Lou Manahan
- James R. Black jako Felix Jones
- Reggie Austin jako Devon Marsh
- Daniel Gerroll jako David Shea
- Ronny Cox jako Pappy McAllister